# Aeropuerto de Teterboro

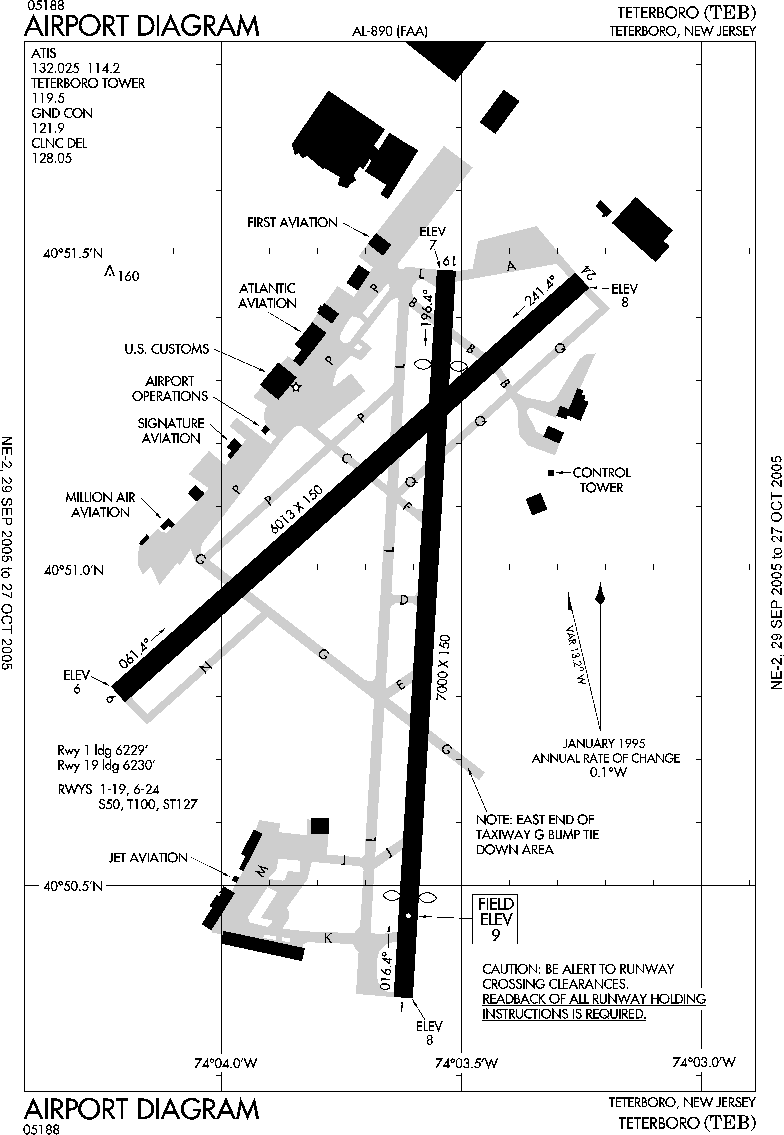
Diagrama de la FAA del Aeropuerto de Teterboro (TEB).

El Aeropuerto de Teterboro o el Teterboro Airport (IATA: TEB, OACI: KTEB, FAA LID: TEB) es un aeropuerto de aviación general localizado en los barrios de Teterboro, Moonachie y Hasbrouck Heights en el condado de Bergen, Nueva Jersey, Estados Unidos. Es propiedad y operado por la Autoridad Portuaria de Nueva York y Nueva Jersey. El aeropuerto está a 20km (12 millas) del centro de Manhattan en los Meadowlands de Nueva Jersey, lo que lo hace un aeropuerto muy popular para aeronaves privadas y corporativas.